# アンギアーリの戦い (絵画)

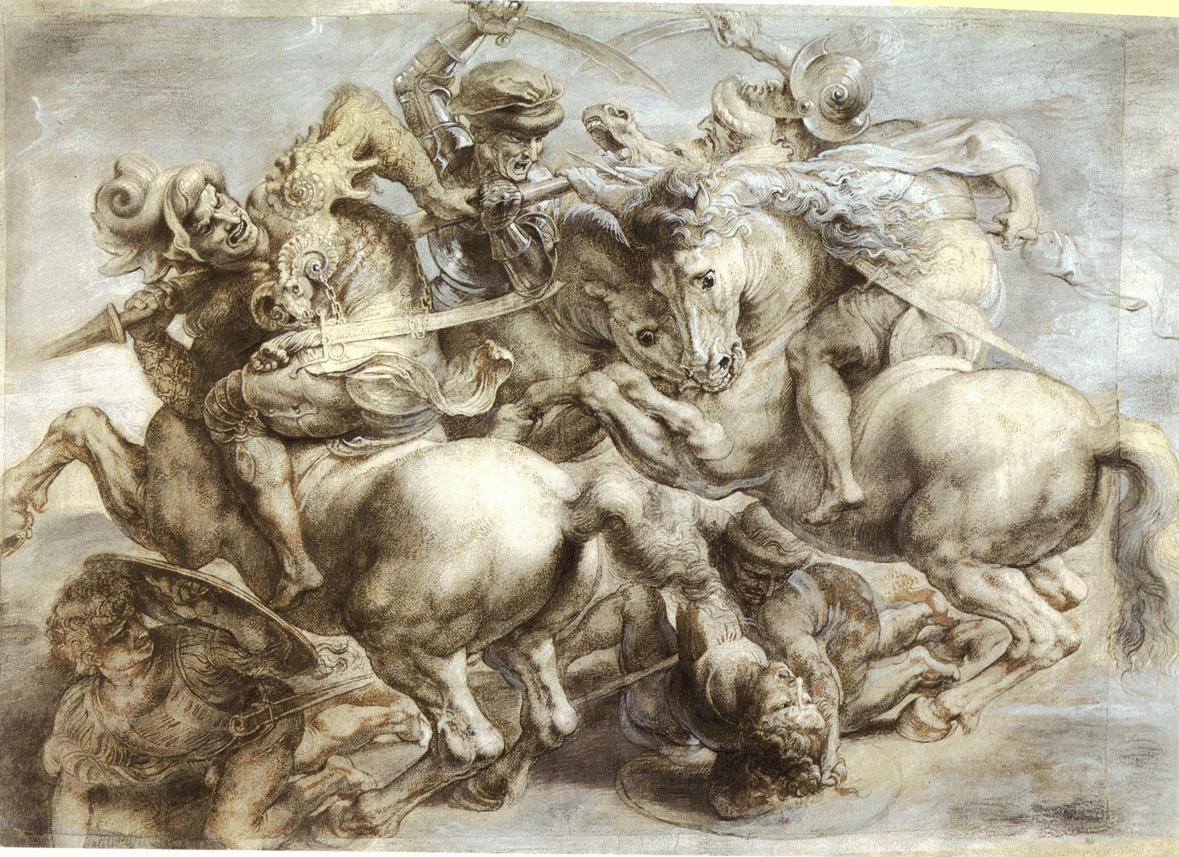
ルーベンスの『アンギアーリの戦い』の模写

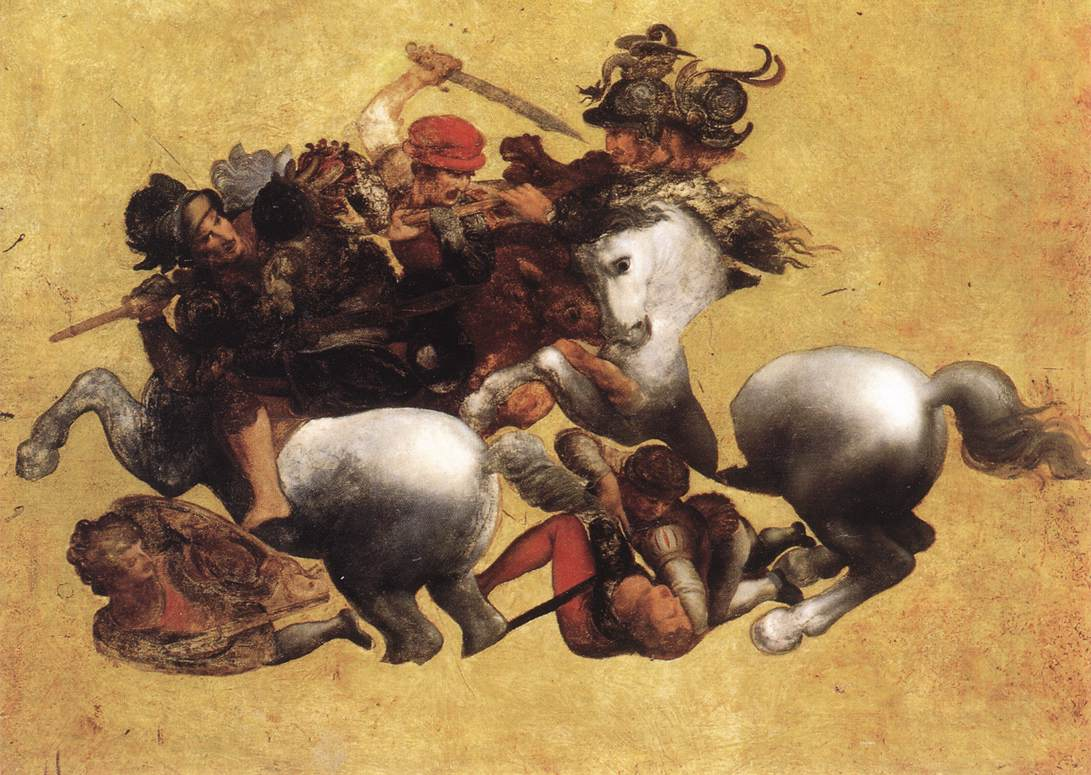
タヴォラ・ドーリア

『アンギアーリの戦い』（アンギアーリのたたかい、伊：Battaglia di Anghiari）は、イタリア・フィレンツェのフィレンツェ政庁舎（ヴェッキオ宮殿）大会議室（五百人大広間）に、レオナルド・ダ・ヴィンチによって描かれた壁画。今も現存しているのではないか、と多くの研究者から推定されている。
その中心部分はフランス・パリのルーヴル美術館にあるピーテル・パウル・ルーベンスの模写によって広く知られている。1603年にルーベンスが『アンギアーリの戦い』の模写を描いた時はダ・ヴィンチの壁画は失われていたので、1558年のロレンツォ・ツァッキア（Lorenzo Zacchia）による版画を元にしている。

## 歴史

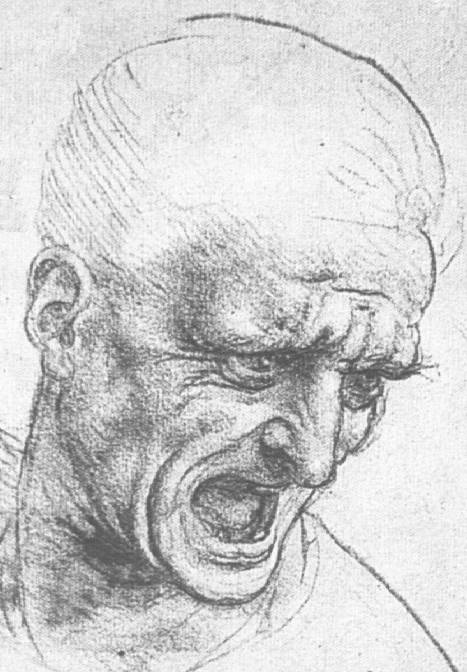
ダ・ヴィンチによる『アンギアーリの戦い』のためのスケッチ

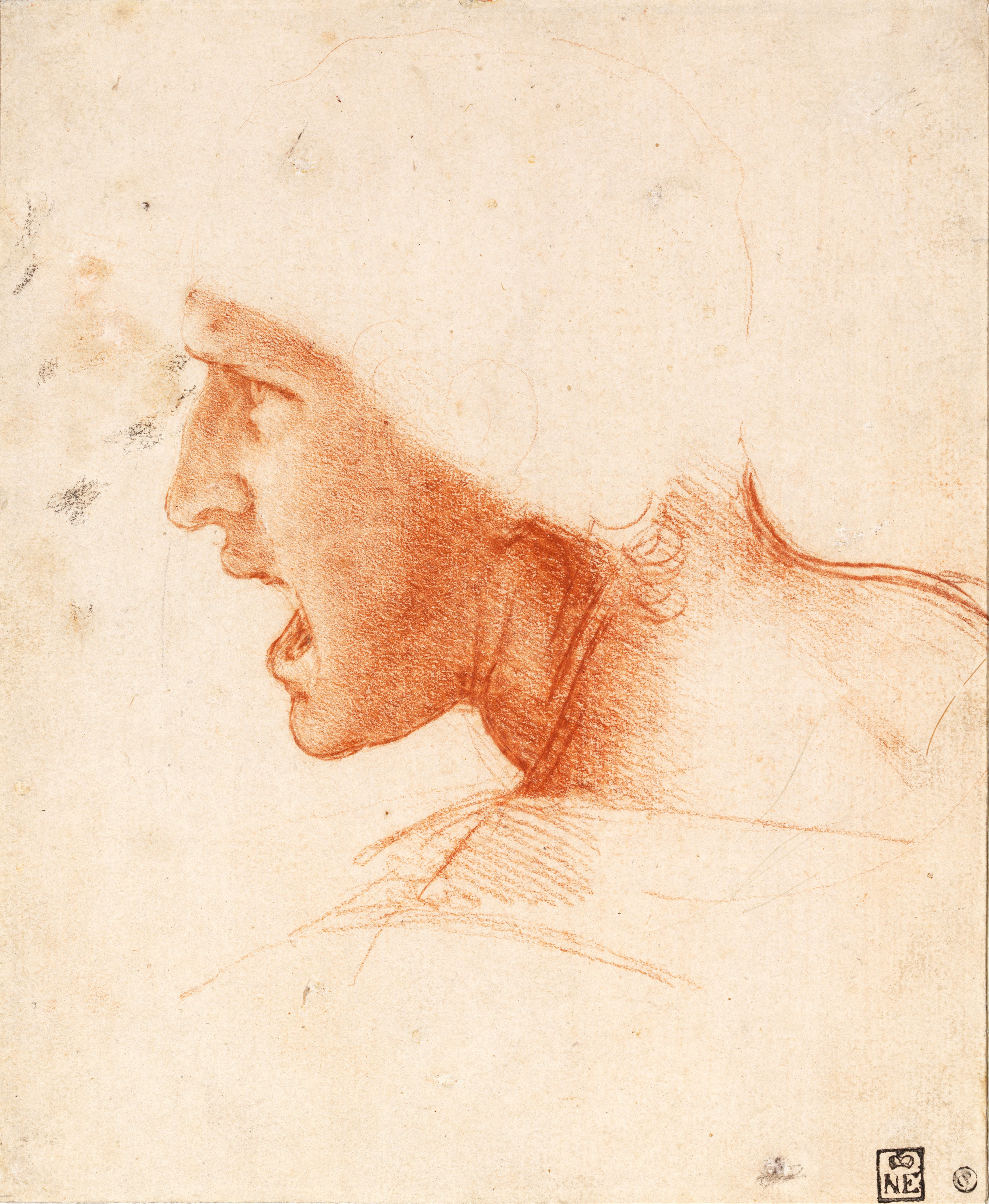
ダ・ヴィンチによる『アンギアーリの戦い』の下絵と思われるもの。赤チョーク。

1504年、レオナルド・ダ・ヴィンチはフィレンツェ共和国からの依頼を受け、ヴェッキオ宮殿（共和国の政庁舎）の大会議室「500人大広間」に『アンギアーリの戦い』を描き始めた。その時の契約書は他ならぬニッコロ・マキャヴェッリがサインしたものであった。同時に、ダ・ヴィンチの壁画と反対側の壁には、『ダビデ像』を仕上げたばかりのミケランジェロが『カスチーナの戦い』（Battaglia di Cascina）の制作を手がけていた。同じプロジェクトを同時期に両者が手がけたのは、この時だけである。ミケランジェロの『カスチーナの戦い』は、入浴していた兵士たちが不意打ちを喰らう場面を描写していた。しかし、ミケランジェロは下描きが終わった時に（1505年）、教皇の墓を手がけるためにユリウス2世にローマへ呼び戻され、『カスチーナの戦い』は未完のまま終わった。
ダ・ヴィンチは、『アンギアーリの戦い』で軍旗を激しく奪い合う兵士たちや、軍馬の衝突を描いた。ジョルジョ・ヴァザーリはその著書『画家・彫刻家・建築家列伝』においてダ・ヴィンチの『アンギアーリの戦い』の描写の素晴らしさを賞賛している。
『アンギアーリの戦い』はダ・ヴィンチ最大の大作であり、ミラノのサンタ・マリア・デッレ・グラツィエ教会に描いた『最後の晩餐』の苦い経験から、テンペラやフレスコではなく油絵で壁画に挑戦した。そのため、実験的な手法を試みた。しかしダ・ヴィンチは、恐らくロウを混ぜた厚い下塗りなど試行錯誤したが、表面の絵の具が流れ落ち出した。急いで乾かしたものの絵画の下半分しか救うことができず、上部は色が混じり合ってしまい、ダ・ヴィンチはこの壁画を諦めることとなった。
こうしてダ・ヴィンチとミケランジェロの2つの未完成の壁画が、1512年まで同じ部屋に残された。その中で、ミケランジェロの『カスチーナの戦い』は、ミケランジェロの才能を妬んだバルトロメオ・バンディネッリ（Bartolommeo Bandinelli）によって同年に切り刻まれてしまう。一方、ダ・ヴィンチの『アンギアーリの戦い』はその中心部分の素晴らしさを賞賛され、その後数十年は多くの画家によって模倣されていく。
1555年から1572年にかけて、大広間はコジモ1世の宮廷のために改築、拡張された。この改修はヴァザーリを中心に行われ、この時、ダ・ヴィンチとミケランジェロの2つの未完成の壁画は共に壁ごと失われたと考えられてきた。
イタリアの美術史家でカリフォルニア大学のマウリツィオ・セラチーニ教授は、1563年にヴァザーリによって五百人大広間に描かれたフレスコの壁画『マルチャーノ・デッラ・キアーナの戦い』（Battaglia di Marciano della Chiana）の一つの裏にダ・ヴィンチの『アンギアーリの戦い』が隠されている、と主張している。ヴァザーリのフレスコ画の12m地点、フィレンツェ兵士が掲げている緑色の軍旗のところに、"CERCA TROVA"（「探せ、さすれば見つかる」）というヴァザーリの文字が記されており、これがヒントであるという。
セラチーニ教授は、ヴァザーリが尊敬する師ダ・ヴィンチの作品を傷つける筈がない、と確信している。そこで、五百人大広間を隈なくレーダーやX線による調査を行ったところ、ダ・ヴィンチの『アンギアーリの戦い』があったと言われる東側の壁面は、ヴァザーリによってもう一つ壁が作られた二重壁になっていたことが分かった。2つの新旧の壁の間には1cmから3cmの空洞があり、『アンギアーリの戦い』を保護するには十分な空間である。2007年以降、イタリア文化省やフィレンツェ市議会はさらなる調査の許可を教授に与えている。
2011年11月、セラチーニ教授は16世紀半ばの貴重なフレスコ画が残る壁に穴を穿ち、内側にもう一つの壁を発見した。その壁からはダ・ヴィンチの絵と思しき顔料が確認された。